# Nagrada Helen B. Warner za astronomijo
Nagrada Helen B. Warner za astronomijo (angleško Helen B. Warner Prize for Astronomy) je znanstvena nagrada, ki jo vsako leto podeljuje Ameriško astronomsko društvo mlademu astronomu (staremu manj kot 36, ali lahko preteče največ 8 let pred nagrado od njihovega doktorata) za izjemne dosežke na področju opazovalne ali teoretične astronomije v času 5 let pred podelitvijo nagrade. Prvič so jo podelili leta 1954. Prejemnik je stalno bivajoč v Severni Ameriki (vključno s Havaji in Portorikom) ali član severnoameriške ustanove.

## Prejemniki
Seznam je iz spletne strani Ameriškega astronomskega društva.
- 1954 Aden Baker Meinel
- 1955 George Howard Herbig
- 1956 Harold Lester Johnson
- 1957 Allan Rex Sandage
- 1958 Merle F. Walker
- 1959 Eleanor Margaret Peachey Burbidge, Geoffrey Ronald Burbidge
- 1960 Halton Christian Arp
- 1961 Joseph W. Chamberlain
- 1962 Robert Paul Kraft
- 1963 Bernard Flood Burke
- 1964 Maarten Schmidt
- 1965 George W. Preston
- 1966 Riccardo Giacconi
- 1967 Pierre Demarque
- 1968 Frank James Low
- 1969 Wallace Leslie William Sargent
- 1970 John Norris Bahcall
- 1971 Kenneth Kellermann
- 1972 Jeremiah Paul Ostriker
- 1973 George Robert Carruthers
- 1974 Dimitri Mihalas
- 1975 Patrick Palmer, Ben Zuckerman
- 1976 Stephen E. Strom
- 1977 Frank Hsia-San Shu
- 1978 David Norman Schramm
- 1979 Arthur Davidsen
- 1980 Paul C. Joss
- 1981 William H. Press
- 1982 Roger David Blandford
- 1983 Scott Duncan Tremaine
- 1984 Michael S. Turner
- 1985 Lennox L. Cowie
- 1986 Simon David Manton White
- 1987 Jack Wisdom
- 1988 Mitchell C. Begelman
- 1989 Nicholas Kaiser
- 1990 Ethan Tecumseh Vishniac
- 1991 Shrinivas Kulkarni
- 1992 Edmund Bertschinger
- 1993 John F. Hawley
- 1994 David Nathaniel Spergel
- 1995 E. Sterl Phinney
- 1996 Fred C. Adams
- 1997 Charles C. Steidel
- 1998 Marc Kamionkowski
- 1999 Lars Bildsten
- 2000 Wayne Hu
- 2001 Uroš Seljak
- 2002 Adam Riess
- 2003 Matias Zaldarriaga
- 2004 William Holzapfel
- 2005 Christopher Reynolds
- 2006 Re’em Sari
- 2007 Sara Seager
- 2008 Eliot Quataert
- 2009 Scott Gaudi
- 2010 Scott Ransom
- 2011 Steven R. Furlanetto
- 2012 Eric B. Ford
- 2013 Mark Krumholz
- 2014 Christopher M. Hirata
- 2015 Ruth Murray-Clay
- 2016 Philip F. Hopkins
- 2017 Charlie Conroy
- 2018 Yacine Ali-Haïmoud
- 2019 Jo Bovy
- 2020 Smadar Naoz
- 2021 Rebekah Dawson